# Memorial Day
Memorial Day är en amerikansk nationell helgdag som högtidlighålls den sista måndagen i maj varje år. Dagen uppmärksammar de personer i USA:s väpnade styrkor som stupat i krig för landet. Högtiden instiftades efter Amerikanska inbördeskriget. Ursprungligen kallades dagen Decoration Day, ungefär "Gravsmyckningsdagen", men redan 1882 började Memorial Day användas och det blev officiellt namn 1999.
Memorial Day har traditionellt setts som starten på sommarsäsongen i USA och den avslutas med Labor Day som firas den första måndagen i september.
Bilsporttävlingen Indianapolis 500 körs sedan 1911 alltid på söndagen under Memorial Day-helgen.

## Historik
Efter det amerikanska inbördeskriget skapades minnesstunder vid flera begravningsplatser för stupade soldater, där gravarna efter de stupade soldaterna utsmyckades. Flera platser har gjort anspråk på att vara den tidigaste inspirationen till Memorial Day.
Ett tidigt högtidlighållande inträffade i Charleston, South Carolina 1865 då frigivna slavar firade vid Washington Race Course, senare plats för Hampton Park, och detta fortsatte de kommande åren. De kallade dagen "Decoration Day", och firade vid kyrkogården där 257 av nordstaternas soldater låg begravda, och märkte platsen med texten "Martyrs of the Race Course" den 1 maj 1865.
År 1866 deklarerade USA:s kongress att den officiella platsen för det ursprungliga firandet var i Waterloo i staten New York, som 5 maj 1866 höll en minnesstund för stupade soldater. Den amerikanske politikern och före detta nordstatsgeneralen John A. Logan förespråkade en gemensam högtidsdag som inte samtidigt skulle uppmärksamma ett slag och valde därför 30 maj och han kallade dagen Decoration Day. Det ledde till ett gemensamt firande allmänt i framförallt nordstaterna. I samband med första världskriget proklamerades att dagen skulle hedra alla amerikanska soldater som dött i strid och dagen började uppmärksammas över hela USA. I slutet på 1960-talet började regeringen utreda USA:s helgdagar för statligt anställda, bland annat för att normera dessa så att de alltid firades på en måndag. Memorial Day blev därefter nationell helgdag att firas den sista måndagen i maj.